# Slieve Donard
Slieve Donard es una montaña de 850 metros (2,790 pies) en el condado de Down, Irlanda del Norte. Situado en las montañas Mourne  es la cumbre más alta de Irlanda del Norte y está en la provincia más extensa del Úlster. Es también la 19.ª cumbre más alta de la isla de Irlanda. El Slieve Donard se encuentra cerca de la ciudad de Newcastle en la costa oriental del condado de Down, a sólo 3 km (2 millas) del mar de Irlanda.
El Muro de Morne - construido a principios del siglo XX - discurre por las laderas occidental y sur de la montaña, incluyendo una pequeña torre de piedra en la cumbre. También en la cumbre están los restos de dos túmulos funerarios prehistóricos, uno de los cuales es considerado como los restos de la tumba de corredor más altos conocidos en Irlanda. En la mitología irlandesa la montaña se asoció y nombró después a las figuras míticas Boirche y Slángha. Más tarde se asoció y dio el nombre a San Donard, del que se dice que hizo de la cumbre su ermita. Hasta la década de 1830, la gente subía a la montaña como parte de una peregrinación anual, que pudo haber sido originalmente un ritual de Lughnasadh. Los Ingenieros Reales acamparon en la cumbre durante cuatro meses en 1826 como parte de la Ordenanza de Triangulación Principal

## Geografía
El Slieve Donard se localiza en el borde noreste de los Mournes, con vistas a Newcastle y Dundrum Bay. Tiene tres picos subsidiarios en el lado orientado al mar –  Montaña Millstone (460 m), la montaña de Thomas y el Crossone. Dos cañadas separan al Slieve Donard de las montañas vecinas del Slieve Commedagh (al noroeste) y de Chimney Rock Mountain (al sur). El Slieve Commedagh, de 767 m (2.516 pies), es la segunda cumbre más alta de las Montañas Mourne.
La montaña es una subida fácil aunque el camino está muy erosionado en algunos lugares. En los últimos años se ha construido un camino de piedra en las partes más escarpadas de la montaña. La cumbre ofrece vistas espectaculares de la costa y tan lejanas como Belfast, 30 millas al norte, y Dublín, 55 millas al sur.

## Historia y folclore
En la cumbre se encuentran los restos de dos monumentos prehistóricos. El Great Cairn mide 36.5 metros de norte a sur, 43m de este a oeste, y 1m de altura. Parece haber sido una tumba de corredor neolítica, que data del 3300-3000 AC. Es la tumba de corredor más conocida de Gran Bretaña e Irlanda. El Lesser Cairn se encuentra a 210 metros al noreste. Mide 18m de norte a sur, 16m de este a oeste, y 4.5m de altura. Parece haber sido un cairn de múltiple cista de la Edad del Bronce temprano, que data de 2300-1950 AC. Parecen paralelos a los dos cairns del Slieve Gullion, que se pueden ver desde el Slieve Donard. Ambos cairns se han dañado seriamente y se han alterado con el tiempo.

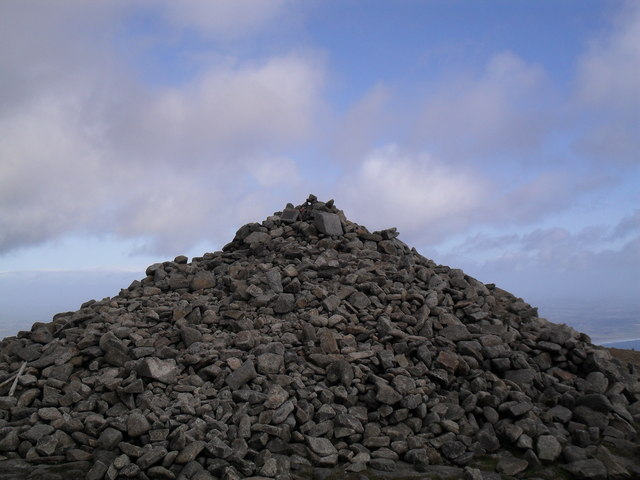
Uno de los mojones de la cumbre en 2009

La mitología irlandesa identifica al Gran Cairn como la tumba o morada de figuras míticas, y una entrada a la Otherworld. Las primeras fuentes dan dos nombres para la montaña: Benn mBoirchi (ortografía moderna: Beann Boirche) y Sliab Slánga (ortografía moderna: Sliabh Slángha). Beann Boirche significa "el pico de Boirche", refiriéndose a un pastor y rey mítico que tenía poderes aparentemente sobrenaturales. El plural Beanna Boirche ("picos de Boirche") fue dado a las montañas de Morne. En Cath Maige Tuired ("batalla de Moytura"), "Bennai Boirche" se llama una de las "doce montañas principales" de Irlanda. El nombre Sliabh Slángha significa "la montaña de Slángha". Esto se refiere al mítico Slángha, hijo de Partholón, que se decía que fue el primer médico en Irlanda. Según los Anales de los Cuatro Maestros, murió en Anno Mundi 2533 (2533 años después de "la creación del mundo") y fue enterrado en la tumba corredor.
Irlanda fue cristianizada desde los siglos V al VIII. Un misionero cristiano local, Saint Donard (conocido en irlandés como Domhanghart o Domhanghart), fue asociado con la montaña. Según la tradición, fue un seguidor de San Patricio y fundó un monasterio en Maghera, a pocos kilómetros al norte de la montaña. Donard parece haber hecho del Gran Cairn una celda de ermitaño y utilizado el Lesser Cairn como oratorio. Al hacerlo, "se apropió de la montaña y del monumento para el Cristianismo". Según la Vida de San Patricio y la Vida Tripartita de San Patricio, Patricio bendijo a Donard en su seno, declarando que Donard no moriría sino que permanecería dentro de la montaña como un guardián perpetuo. Según el folklore, una cueva va desde la orilla del mar hasta el cairn en la cumbre, y es aquí donde vivió Donard (o Boirche). Los escritos de Gerardo de Barri indican que a finales del siglo XII el nombre Sliabh Slángha estaba fuera de uso siendo reemplazado por Sliabh Domhanghairt. Sliabh Dónairt  es la moderna ortografía.

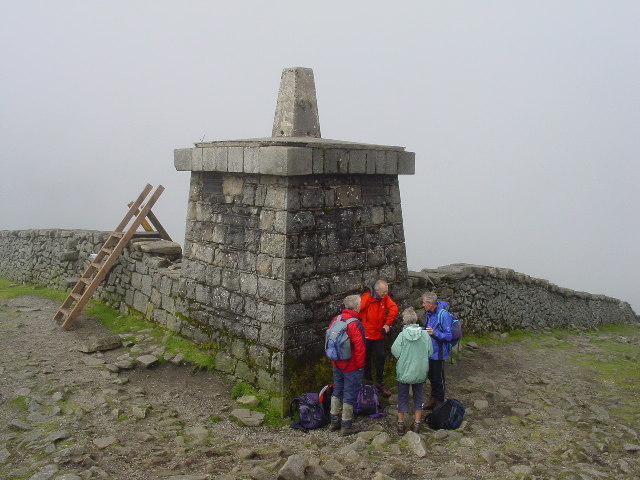
El Muro de Morney y la torre de piedra en la cumbre

Hasta 1830, la gente iba en peregrinación a la cima de la montaña a finales de julio de cada año. Es probable que esta peregrinación fuese originalmente un ritual a Lughnasadh que fue cristianizado. La iglesia de Maghera y la iglesia de Santa María en Ballaghanery Upper pueden haber sido puntos de partida para el peregrinaje.
En 1826, como parte de la Triangulación Principal, los ingenieros Reales uilizaron el Slieve Donard como base para el mapa de Irlanda. Acamparon en la cima de la montaña desde finales de julio hasta finales de noviembre de ese año y utilizaron los dos cairns para hacer puntos de triangulación. Durante el trabajo, dos hombres murieron en una tormenta de nieve en su camino por la montaña y otros resultaron heridos durante las tormentas en la cumbre.
El Muro Morne fue construido a principios del siglo XX y atraviesa más de quince montañas, incluyendo el Slieve Donard. El muro sube por la ladera occidental hasta una torre de piedra y luego sigue por la ladera sur. Se necesitaron 18 años para construirlo, de 1904 a 1922, con canteros que trabajaban en las montañas desde marzo a mediados de octubre de cada año. Algunas piedras de los cairns se utilizaron para construirlo.
En abril de 2006, un hombre murió en el Slieve Donard después de ser alcanzado por un rayo. Una placa de latón en la cumbre le recuerda.